# Lippotlood
Het lippotlood, ook wel lipliner genoemd, is een make-up-product. Lippotlood wordt hierin gezien als een basisproduct voor de lippen. Met een lippotlood kan men contouren aanbrengen. Ook accentueert het de kleur van de lippenstift. Het zorgt ervoor dat de buitenste lijn van de lippen geaccentueerd wordt en zorgt voor de grens ten opzichte van de teint, de kleur van het gezicht. Lippotlood kan daarnaast gebruikt worden om de lippen te kleuren voordat er een lippenstift overheen wordt aangebracht. Ook kan het op zichzelf gebruikt worden als vervanging van lippenstift.
Lippotlood wordt doorgaans verkocht in potloodvorm, of als een loodje dat omhoog gedraaid kan worden uit een plastic verpakking. Meestal wordt lippotlood verkocht in dezelfde kleuren die gangbaar zijn als lippenstift, zoals bijvoorbeeld rood, roze, bruin, vleeskleur (‘nude’) of paars.
Al sinds de jaren 1920 wordt lippotlood op verschillende manieren gebruikt. Actrices die bekend stonden om hun gebruik van een lippotlood zijn onder anderen Clara Bow, Marlene Dietrich en Marilyn Monroe.